# AIDAbella
AIDAbella es un crucero operado por AIDA Cruises. Construido en el astillero Meyer Werft en Papenburg, Alemania, es un barco gemelo de AIDAdiva y AIDAluna. El barco tiene una capacidad de más de 2.050 de pasajeros. El nombre AIDAbella fue elegido después de una competencia para nombrar el nuevo barco.

## Características
El barco cuenta con 1.025 cabinas de pasajeros, muchas con balcones. Hay una zona para tomar el sol  hacia la parte trasera del barco. Amidships es un Theatrium circular, con paredes de vidrio y techado en el centro del barco que puede usarse como discoteca.